# Jenő Hégner-Tóth
Jenő Hégner-Tóth (* 17. April 1892 in Budapest; † 10. Juni 1915 in Humenné) war ein ungarischer Wasserballspieler und Schwimmer.

## Karriere
Hégner-Tóth sollte erstmals 1908 an Olympischen Spielen teilnehmen. Bei den Wettkämpfen in London war er für die Schwimmwettbewerbe über 100 m und 400 m Freistil gemeldet, trat aber in beiden nicht an. Vier Jahre später folgte seine tatsächliche olympische Teilnahme bei den Spielen in Stockholm. Hier erreichte er mit der ungarischen Wasserballmannschaft den fünften Rang. Im Laufe seiner Karriere absolvierte der Sportler insgesamt drei Länderspiele im Wasserball und wurde zwischen 1910 und 1913 vier Mal ungarischer Meister. 1915 fiel er im Rahmen der Kriegshandlungen des Ersten Weltkrieges.